# Возмездие (фильм, 1916)
«Возмездие» (1916) — немой художественный фильм Евгения Бауэра, сюжет заимствован из одноимённого романа М. Серао. Фильм вышел на экраны 25 октября 1916 года. Фильм не сохранился.

## Сюжет
Герой гибнет от возмездия какой-то таинственной женщины, поразительно похожей на умершую по его вине жену.

## Критика
Рецензент «Проектора» (1916, № 21, стр. 11-12) так охарактеризовал фильм: «Появление загадочной леди составляет самую слабую сторону пьесы; от этого эпизода слишком пахнет "выдумкой" <…> В глубокую психологическую драму, какой по существу является "Возмездие", эта загадочность вносит резкий диссонанс <…> Поставлена кинопьеса с обычной для фирмы тщательностью. Некоторые моменты очень удачно выполнены (благотворительный базар, первое появление леди на скале, встреча леди с любовницей князя)…»

## Актёры
- Вера Каралли — Маша Бельская; вторая роль - леди Гермион
- Витольд Полонский — князь Чельский
- Лидия Рындина — княжна Мэри, кузина Маши
- Иван Перестиани — граф Запольский
- Владимир Стрижевский — Андрей Павлович
- Марфа Кассацкая — княжна Заварская
- Александр Херувимов — Ильменев